# S/S Motala Express

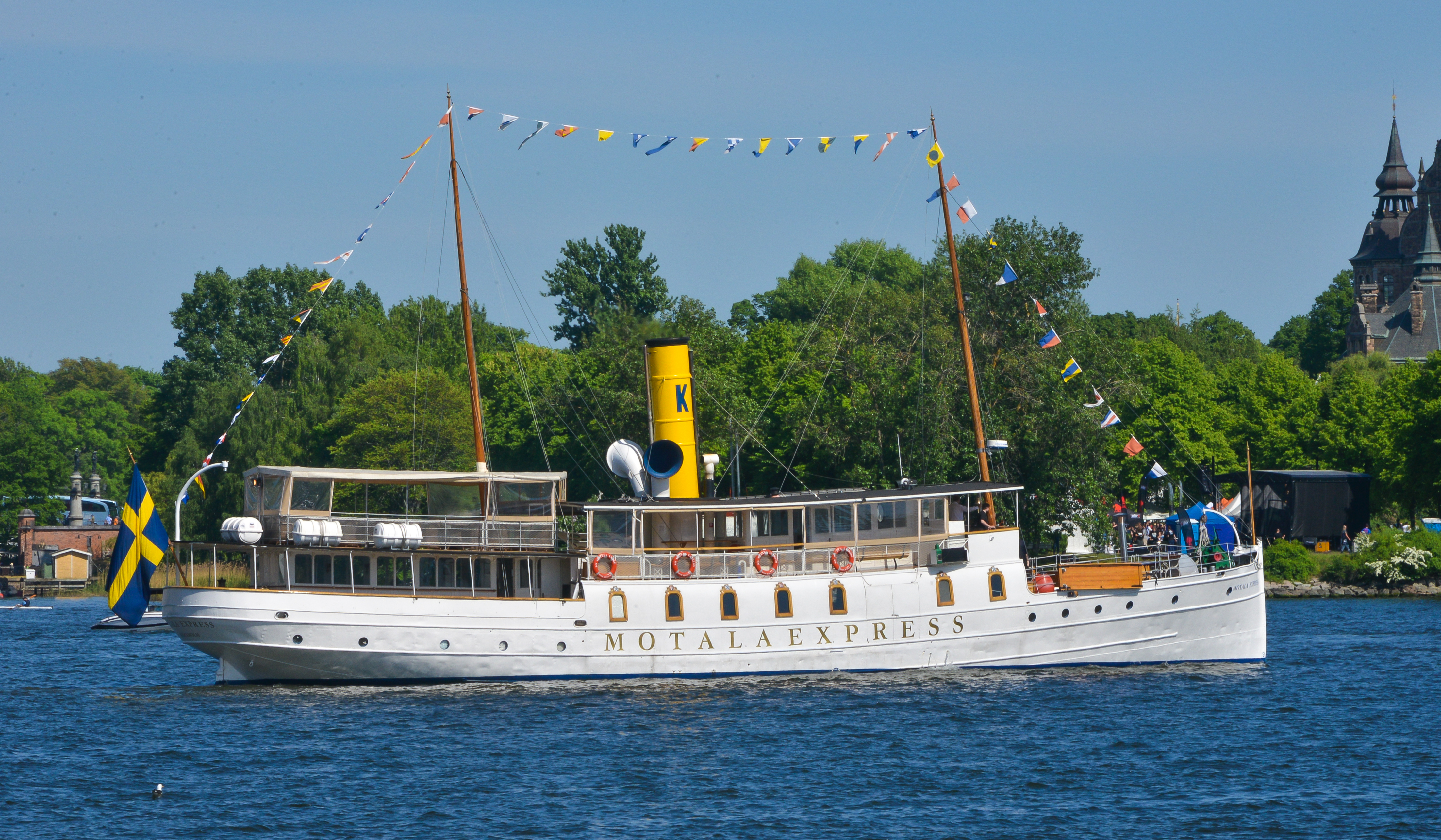
Motala Express i Ladugårdslandsviken 2018.

S/S Motala Express är ett svenskt ångdrivet passagerarfartyg. Motala Express levererades 1895 från Jönköpings Mekaniska Werkstad i Jönköping. Hon byggdes för att kunna ta 417 passagerare, men är med dagens strängare krav klassad för högst 220 personer. Ångmaskinen, original från 1895, utvecklar 360 indikerade hästkrafter och maxfarten anges till 14 knop, men är begränsad till nio knop vid kryssningar. I fören finns fortfarande guldstjärnan kvar, som betecknar att fartyget har en förstklassig restaurang ombord. Motala Express är k-märkt. och går i chartertrafik.

## Historik
Motala Express sjösattes den 24 juli 1895 och levererades till AB Motala Expressångare i Motala i augusti samma år. Vid leveransturen gick kulisserna för högtryckscylinderns slid varma och skar. Livbåt skickades till Gränna för att telegrafera ägarna och verkstaden i Jönköping. Högtrycksdelen på maskinen kopplades bort, varefter fartyget återvände till Jönköping och reparerades över natten, varefter fartyget levererades följande dag till Motala för att sättas i trafik mellan Motala och Jönköping.
År 1899 såldes S/S Motala Express till AB Jönköpings Expressångare i Jönköping och 1915 blev Ångfartygs AB Vista i Jönköping ny ägare, vilken satte fartyget i trafik mellan Jönköping och Visingsö. År 1927 såldes fartyget till AB Vättertrafik i Jönköping som bedrev turisttrafik på sommaren mellan Jönköping–Visingsö–Gränna.
Rederiaktiebolaget Kind ägde fartyget mellan 1962 och 1989 med Askersund som hemmahamn. Det såldes 1989 till systerföretaget Bergmans Ångfartygs AB i Motala.
I juni 2000 gick Motala Express på grund i norra Vättern vid Aspa bruk med 70 passagerare, och tog in vatten. För att inte sjunka kördes fartyget på grund, varefter passagerarna evakuerades och skrovet reparerades provisoriskt på plats.
Ångfartygs AB Stockholms Omgifningar, ägt av Knut Göran Knutsson, köpte fartyget februari 2005 och renoverade henne, bland annat genom installation av bogpropeller. Åren 2007-10 hade fartyget Motala som hemmahamn och användes för turer på Vättern för Rederi AB Kind och som flytande restaurang.
Fartyget har renoverats på Beckholmen i Stockholm 2011–12, varvid återställning skett på ett antal punkter till mer ursprungligt utseende. Det gjordes då också en konvertering från kol till oljeeleldning, med hänsyn till kommunala miljöbestämmelser och en ytkondensor installerades för att skydda ångpannan mot korrosion av bräckvatten. Hon ligger nu vid Strandvägen i Stockholm.

### "Vätterns fånge"
S/S Motala Express har haft smeknamnet "Vätterns fånge", då hon med sin längd av 35,67 meter är för lång för slussarna på Göta kanal. I september 2010 kapades en sex ton tung och 3,2 meter lång bit av fören tillfälligt och fartyget kunde den 11 oktober lämna Vättern genom kanalen. Fartyget togs sedan till ett varv i Gryt, där förskeppet svetsades på igen. Fartyget fortsatte sedan till Stockholm, som numera är hemmahamn.

## Redare för S/S Motala Express
- 1895–1899 AB Motala Expressångare, Motala
- 1899–1915 AB Jönköpings Expressångare, Jönköping
- 1915–1930 Ångbåts AB Vista, Jönköping
- 1931–1962 AB Vättertrafik, Jönköping
- 1962–1985 Rederi AB Kind, Motala
- 1985–1988 Bergmans Ångfartygs AB, Motala
- 1988–1990 Motala Expressångare AB, Motala
- 1990–2005 Rederi AB Kind
- 2005 –    Ångfartygs AB Stockholms Omgifningar

## Bildgalleri

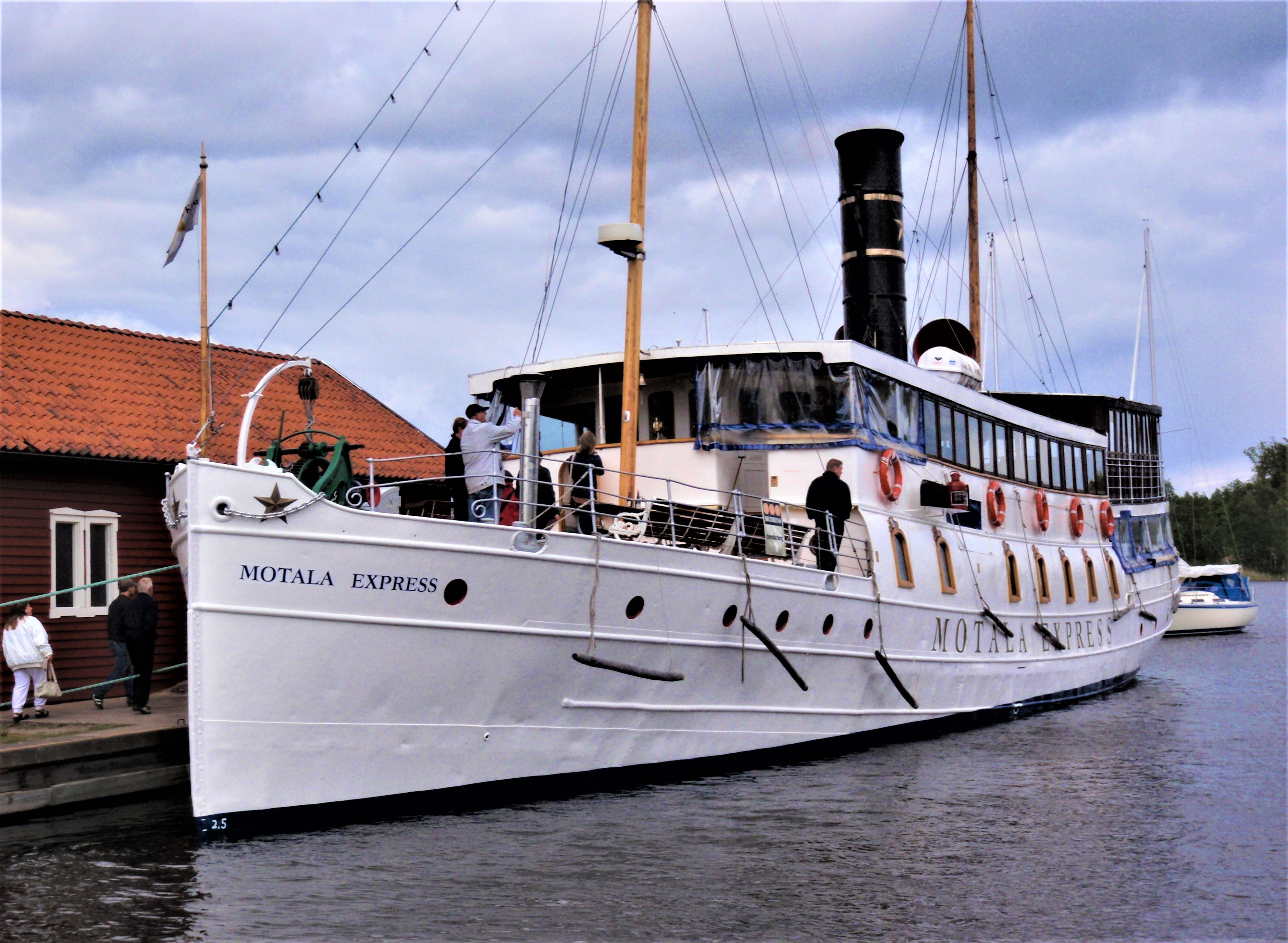
S/S Motala Express intill Forsviks sluss den 6 juni 2009 i anslutning till sjösättningen av Eric Nordevall II.
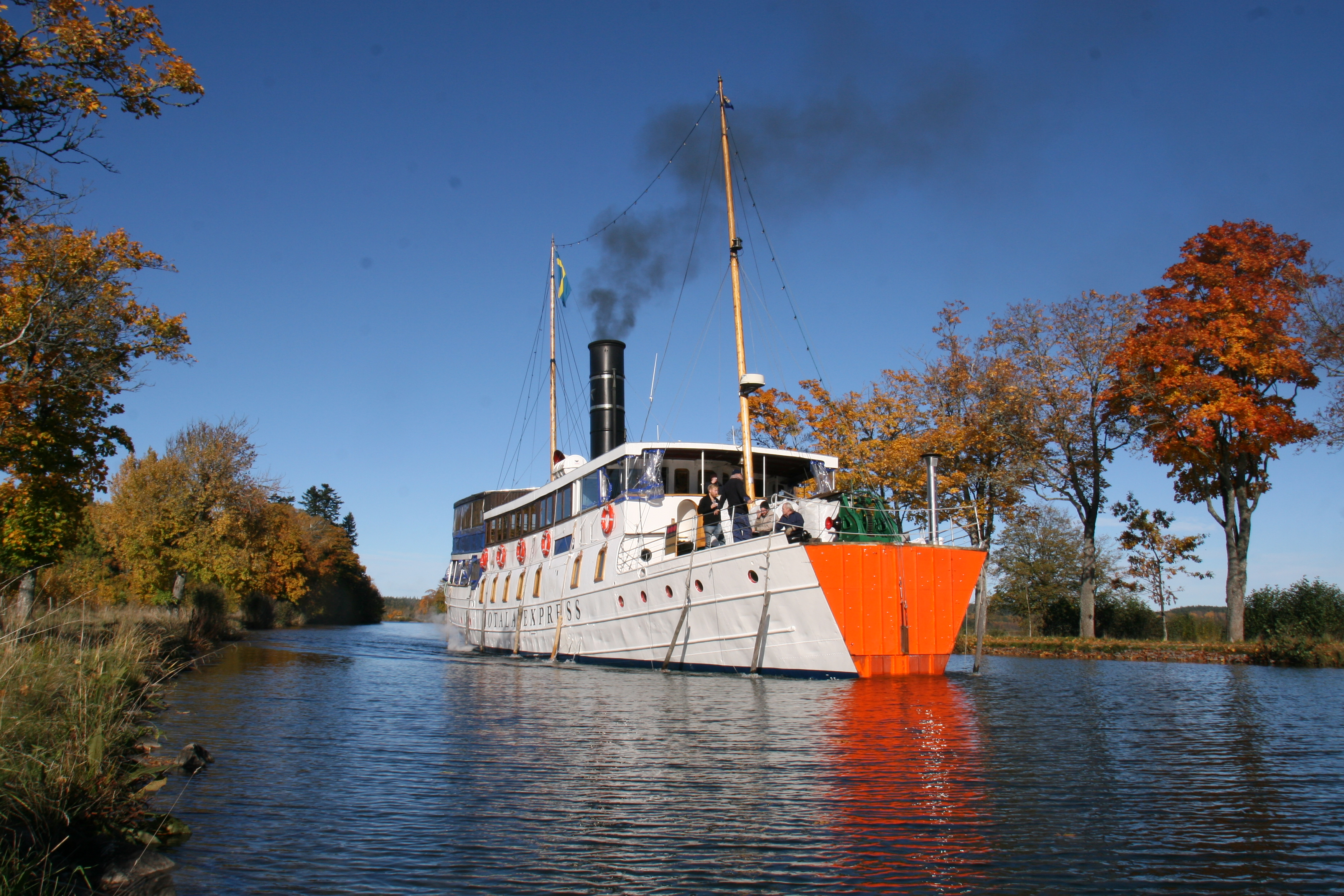
S/S Motala Express utan förskepp vid Brunneby i Göta kanal på väg mot Stockholm 11 oktober 2010.
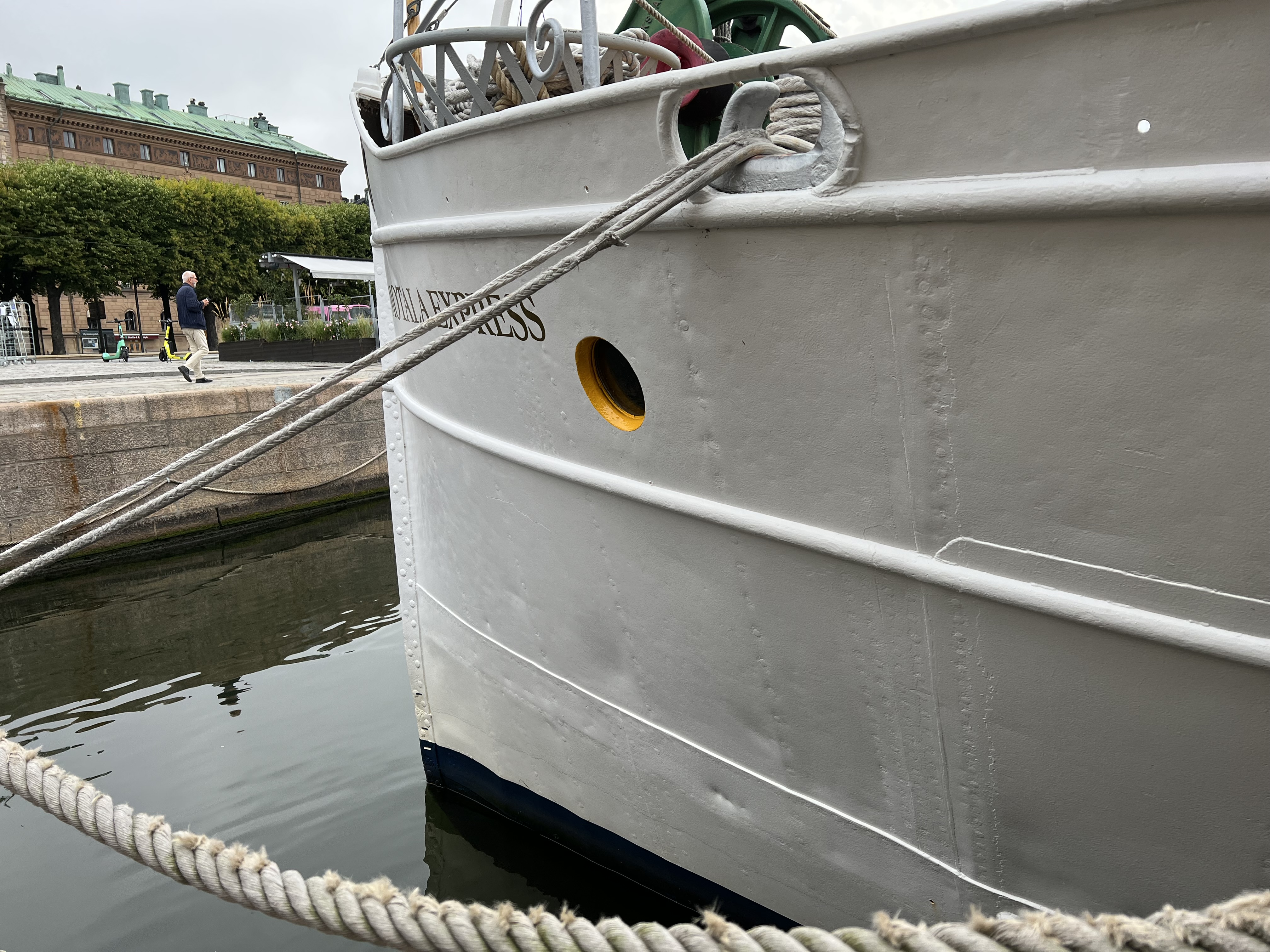
Det återmonterade förskeppet, med en tydlig svetsfog.
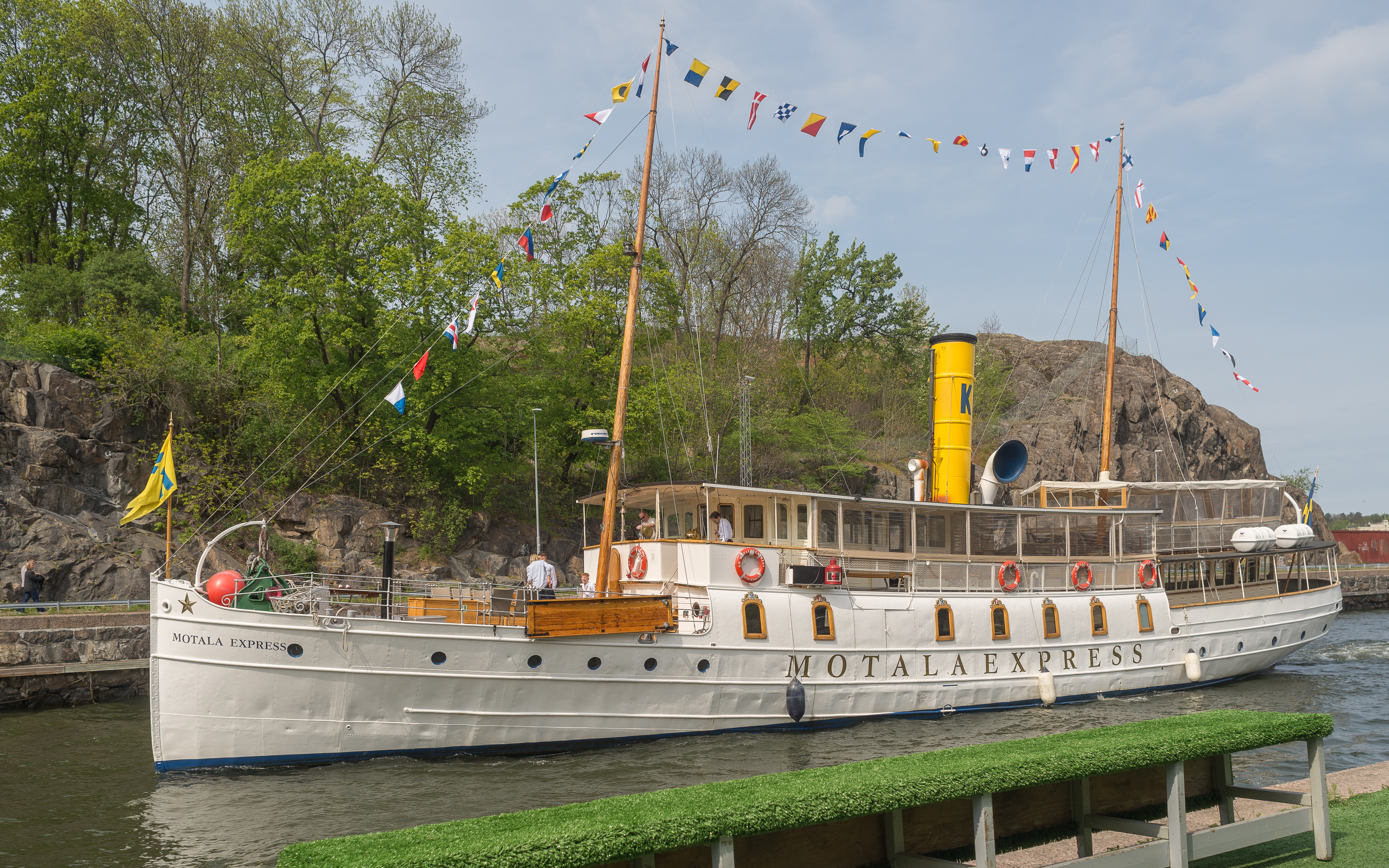
Motala Express på väg in i Danvikskanalen, 2019.
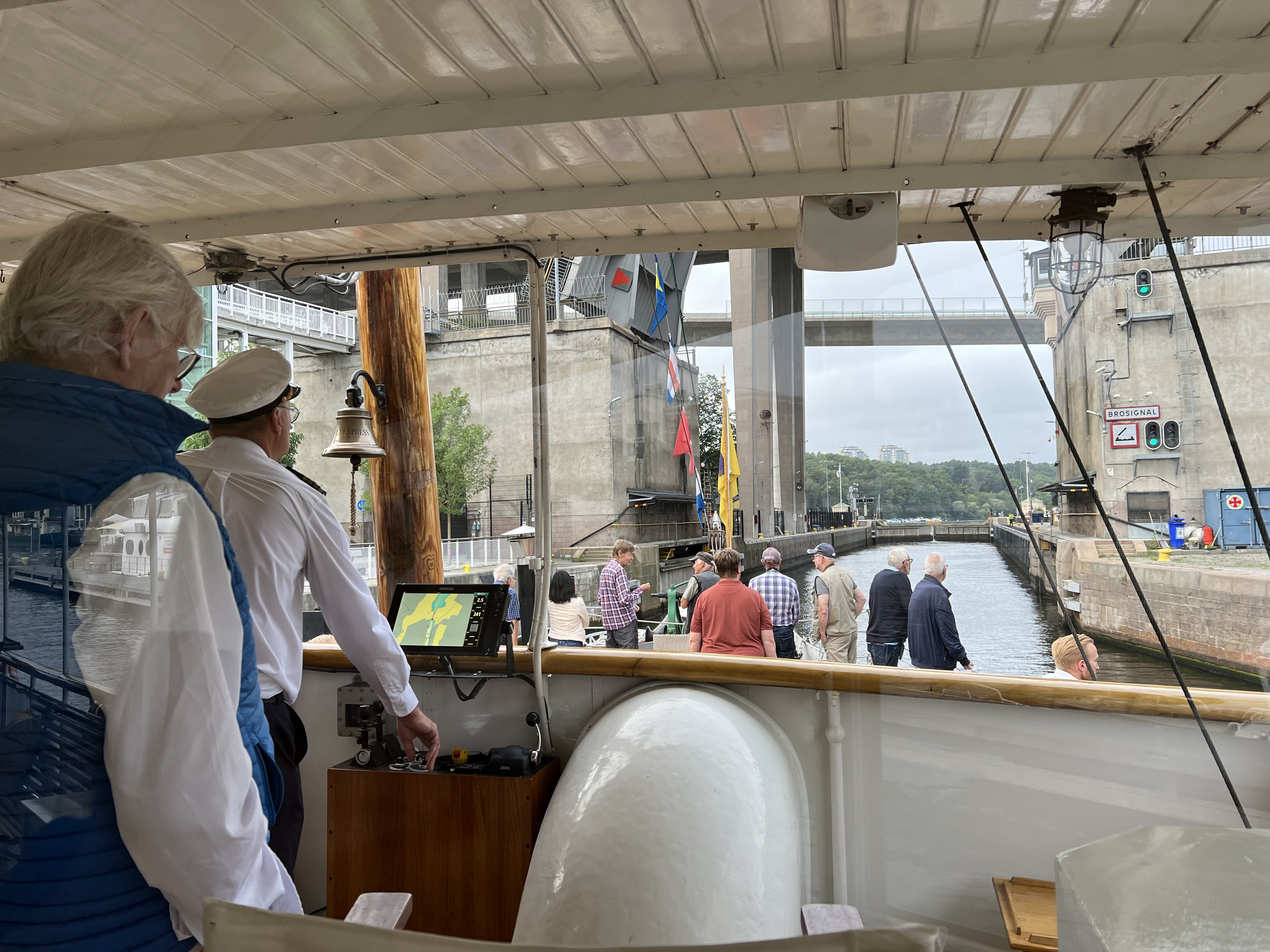
Fartyget går in i Hammarbyslussen.
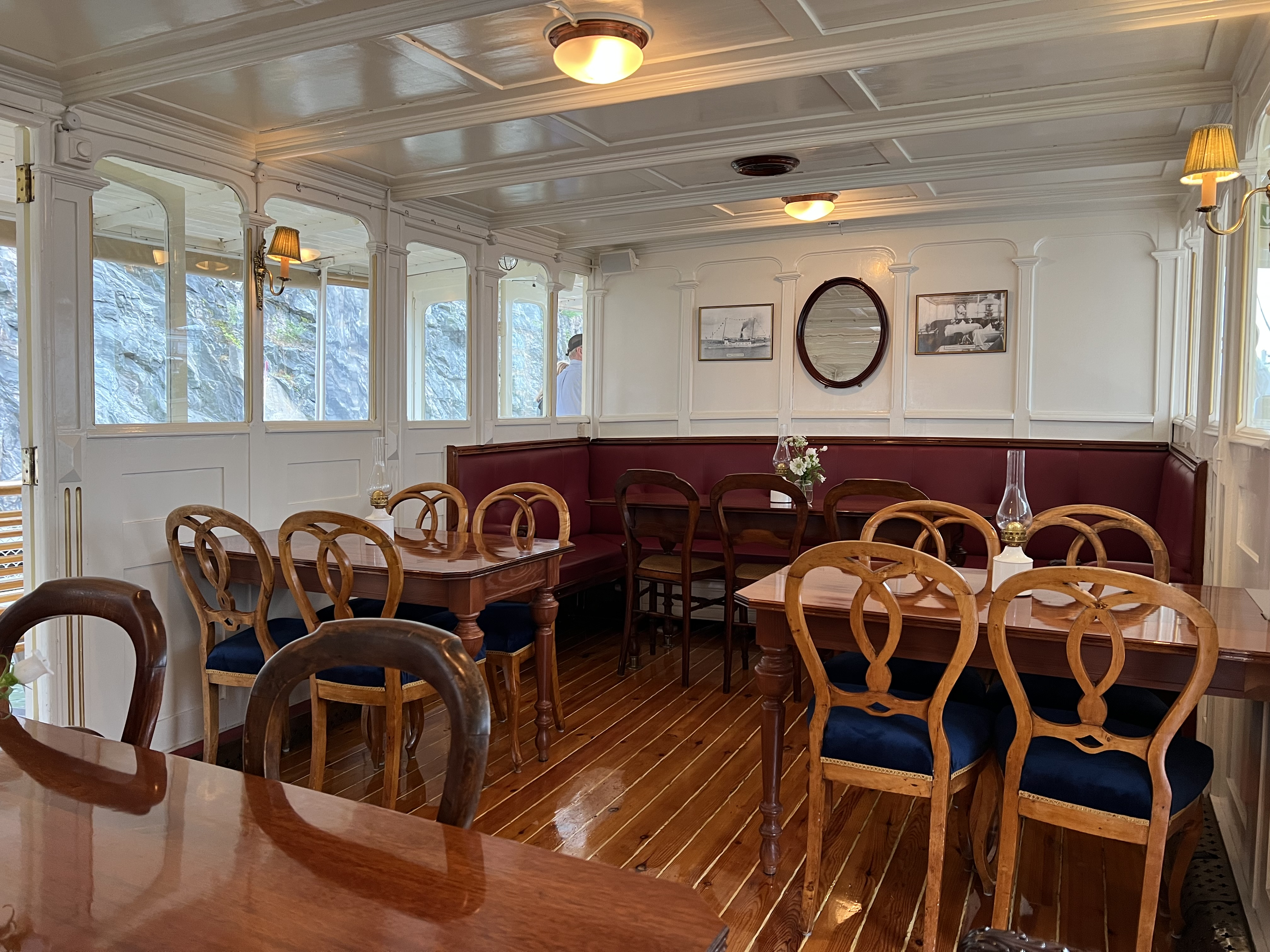
Övre salongen.
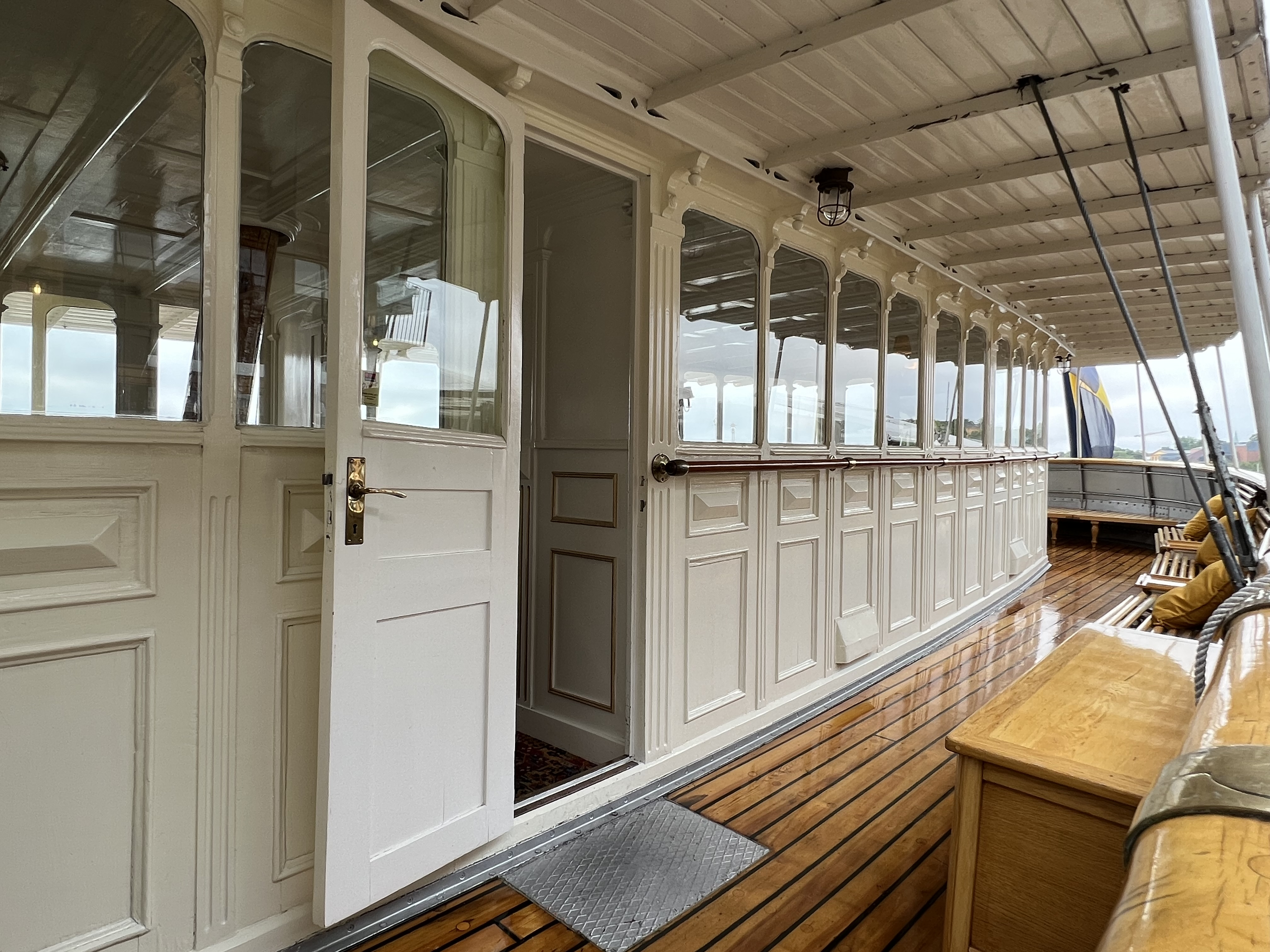
Akterdäck med ingång till den aktre matsalen.
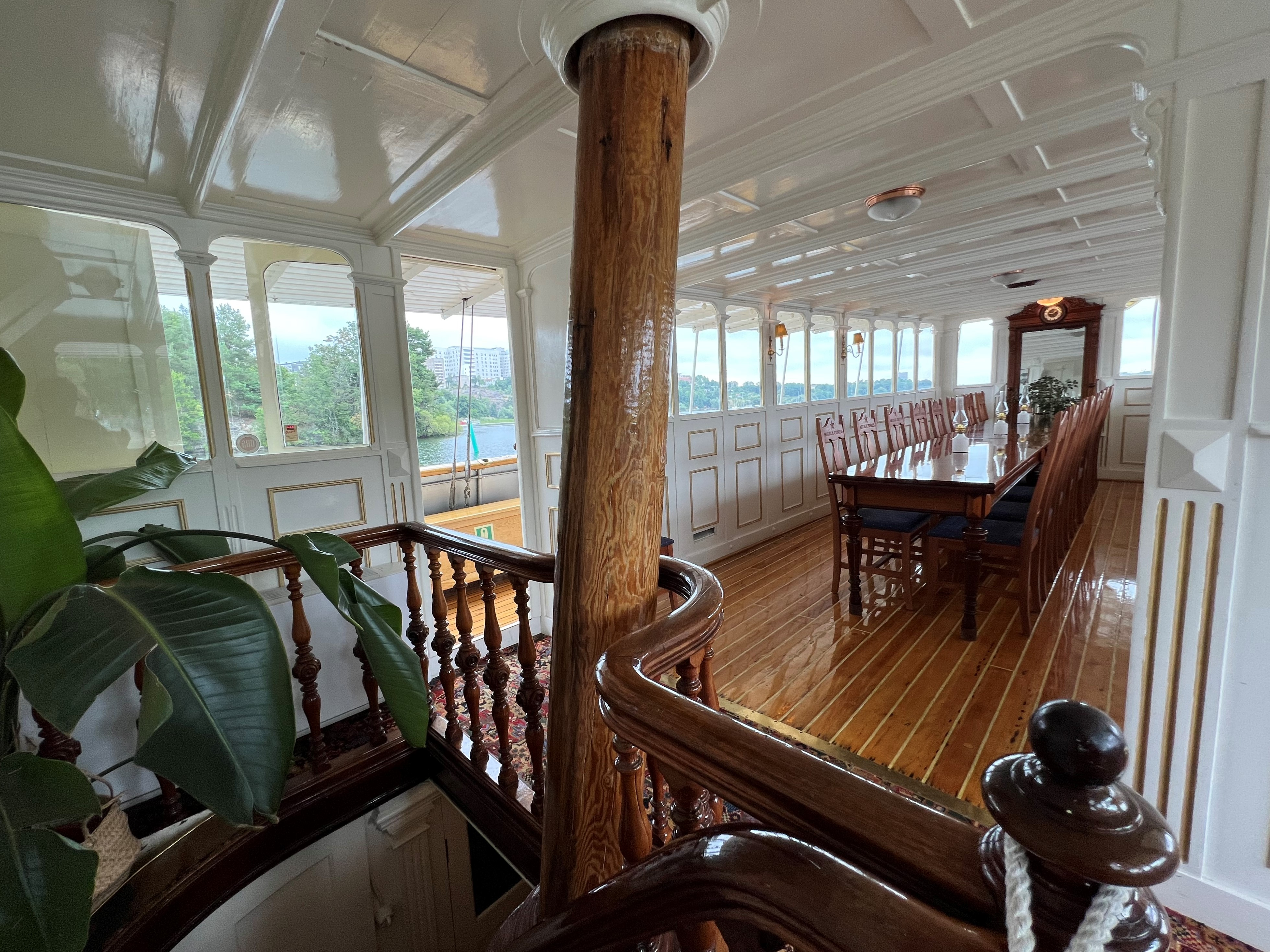
Trappan intill aktre matsalen.
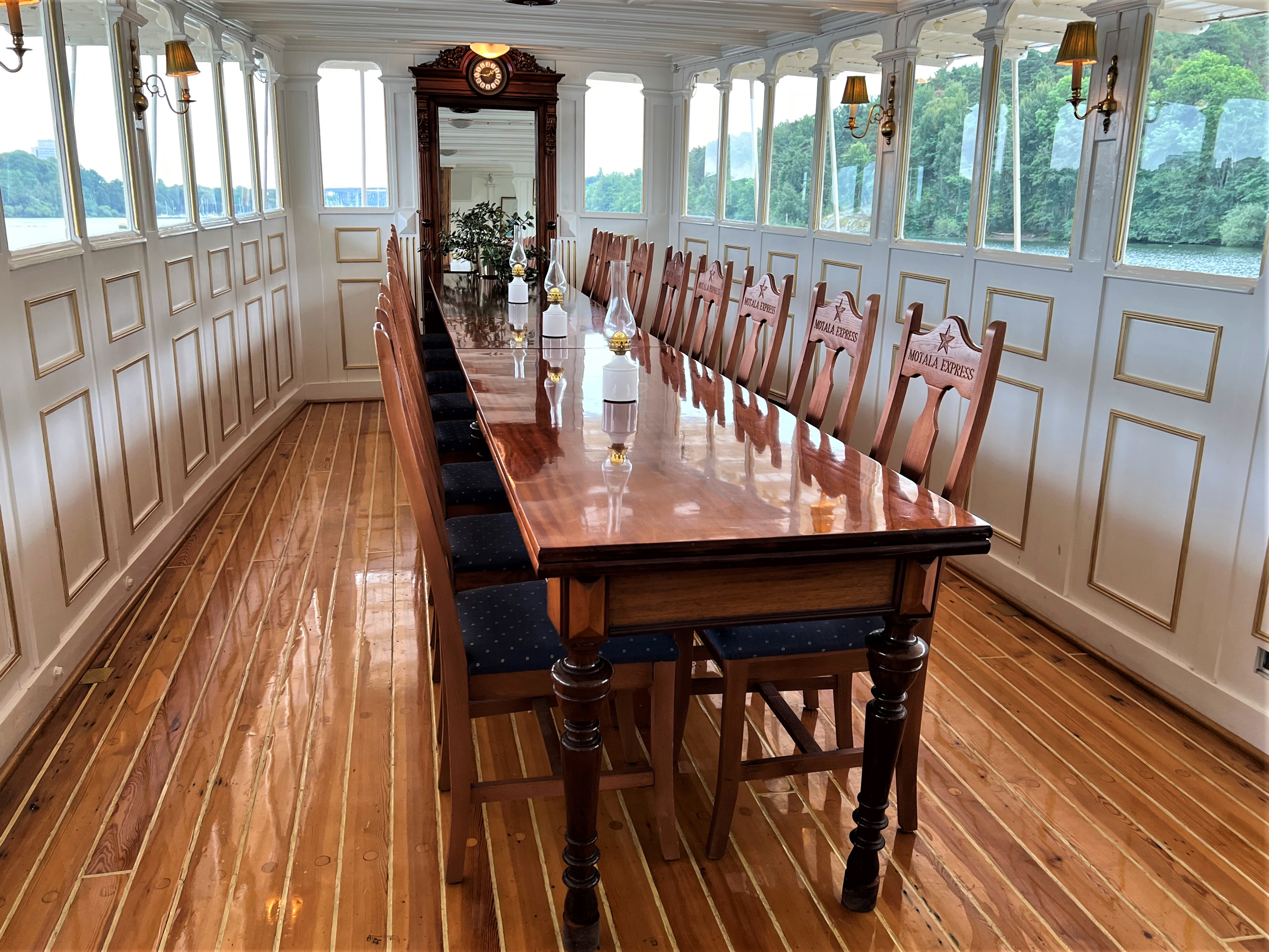
Aktre matsalen.
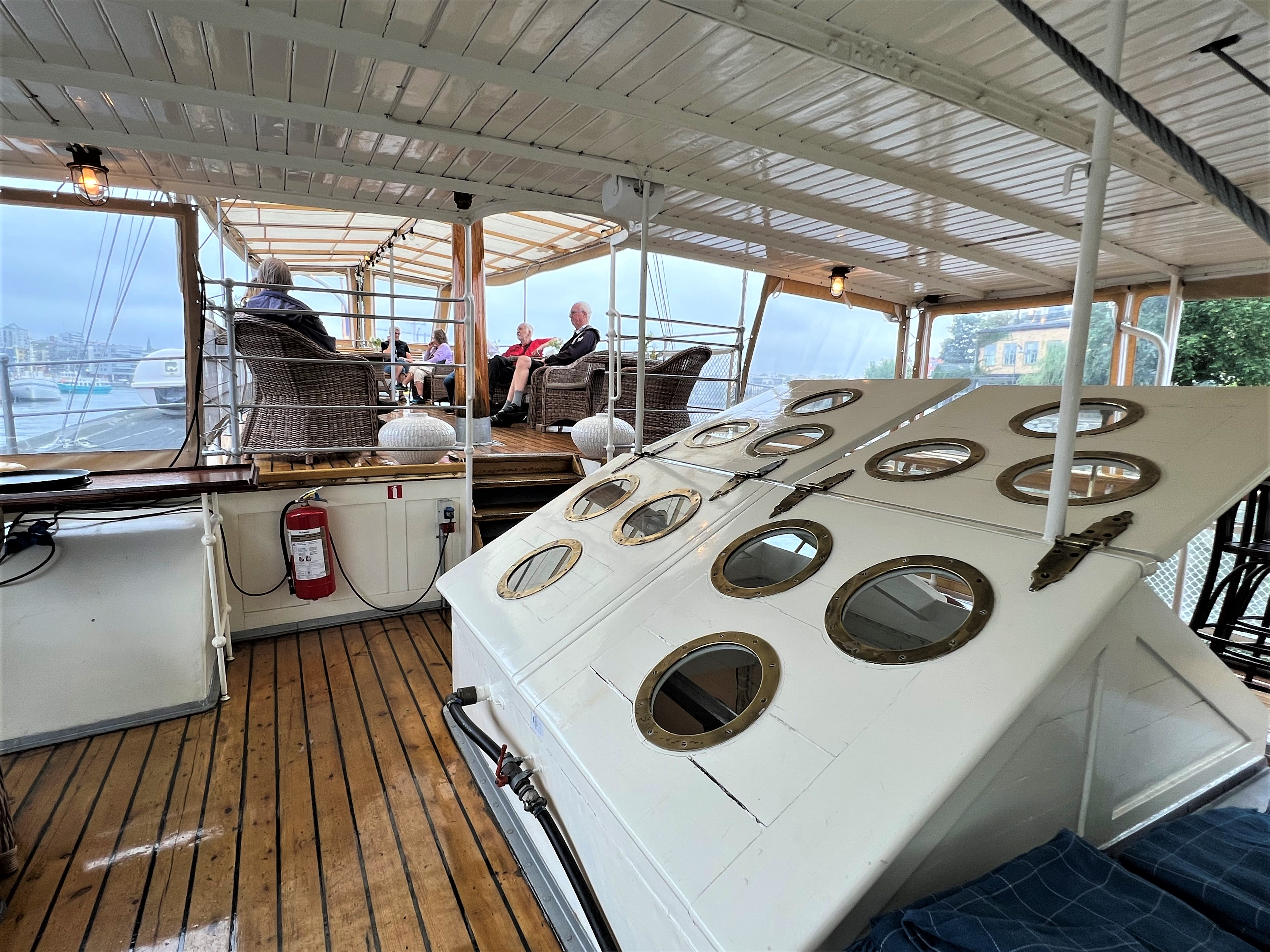
Långdäck med maskinrumslanternin och en trappa upp till livbåtsdäck.